# 大饗正盛
大饗 正盛（おおあえ/おわい まさもり、生没年不詳）は、室町時代の武将。楠木氏の末裔で、楠木 正盛（くすのき まさもり）とも名乗る。父を楠木正秀とする。

## 生涯
河内国の大饗村に居を置き「大饗正盛」と名乗る。のちに出家し「大饗西法入道」と名乗った。
戦国時代、朝廷に楠木正成の朝敵赦免を嘆願した楠木正虎（大饗甚四郎）は、正盛の子孫だとされる。